# Діденко Данило Григорович
Данило Григорович Діденко (нар. 11 (24) грудня 1916, Майданецьке — 20 вересня 1973) — радянський офіцер, Герой Радянського Союзу (1940).

## Біографія
Народився 11 (24 грудня) 1916 року в селі Майданецькому (нині Тальнівського району Черкаської області) в селянській родині. Українець. Закінчив середню школу.
У 1937 році призваний до лав Червоної Армії. Навчався в Ульяновському танковому училищі. Учасник радянсько-фінської війни 1939 — 1940 років. Воював на посаді командира танка 108-го танкового батальйону (35-та танкова бригада, 7-ма армія, Північно-Західний фронт). Відзначився в боях на Карельському перешийку. 12 лютого 1940 року танк старшини Діденка, отримавши 18 прямих влучень, зупинився, командир продовжував вести вогонь з кулемета до прибуття підкріплення. 7 березня 1940 року, перебуваючи у розвідці на північний схід від міста Віїпурі, потрапив у важке становище. Солдати противника намагалися захопити танк. Відкривши люк, старшина Діденко закидав їх гранатами. Потім разом з піхотинцями відбив ворожі контратаки вогнем з гармати і кулемета.
Указом Президії Верховної Ради СРСР від 21 березня 1940 року за відвагу і мужність, проявлені в боях з білофінами старшині Данилу Григоровичу Діденку присвоєно звання Героя Радянського Союзу з врученням ордена Леніна і медалі «Золота Зірка» (№ 425).
У 1941 році завершив навчання в Ульянівському танковому училищі. Член ВКП (б) з 1941 року. Учасник радянсько-німецької війни. Після війни командував ротою, батальйоном, потім був викладачем в танковому училищі. У 1953 році закінчив Вищу офіцерську бронетанкову школу.
З 1964 року підполковник Д. Г. Діденко в запасі. Жив і працював у Харкові. Помер 20 вересня 1973 року. Похований на кладовищі № 2 у Харкові.

## Нагороди, пам'ять
Нагороджений орденом Леніна, двома орденами Червоної Зірки, медалями.
Ім'ям Героя названа вулиця в рідному селі.